# چشم در برابر چشم

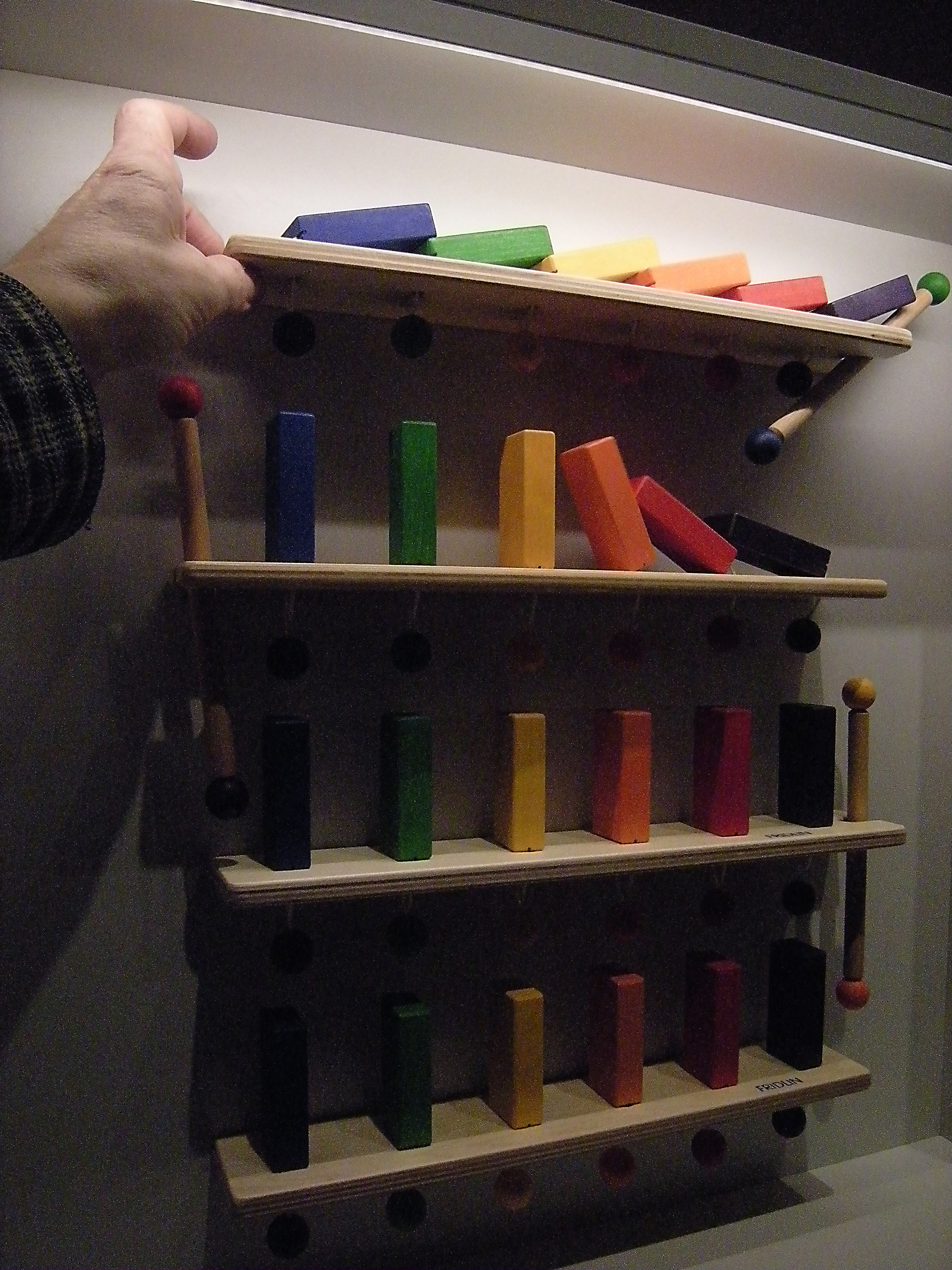
قانون عمل و عکس العمل: مثالی از کُنش‌های غیراخلاقی که با کُنش‌های غیراخلاقی پاسخ داده می‌شوند و گاهی پایان نمی‌پذیرند.

چشم در برابر چشم یا قانون مقابله به مِثل اصلی است که در آن به فردی که مجروح کرده یا خسارت زده‌است به همان میزان آسیب زده می‌شود یا دربرداشت‌های متعادل‌تر، قربانی به میزان ارزش آسیب‌دیدگی و برای جبران، خسارت دریافت می‌کند. این قانون از قوانین قدیمی بشری است و مواردی همچون قصاص، خون‌بها و انتقام نیز در راستای آن انجام می‌شد.